# Cantuaria stewarti
Cantuaria stewarti är en spindelart som först beskrevs av Todd 1945.  Cantuaria stewarti ingår i släktet Cantuaria och familjen Idiopidae. Inga underarter finns listade.